# William Prout
Pour les articles homonymes, voir Prout.
 (septembre 2014).
Si vous disposez d'ouvrages ou d'articles de référence ou si vous connaissez des sites web de qualité traitant du thème abordé ici, merci de compléter l'article en donnant les références utiles à sa vérifiabilité et en les liant à la section « Notes et références ».
William Prout (/ˈwɪljəm pɹaʊt/ ; 15 janvier 1785-9 avril 1850) est un chimiste et médecin britannique. Il a consacré sa vie à la recherche en physico-chimie et reçoit la médaille Copley en 1827.

## Biographie
En 1814, Prout s'est marié avec Agnes Adam, la fille d'Alexander Adam.

## Carrière
Il contribue activement à la chimie biologique et entreprend de nombreuses analyses des sécrétions des organismes vivants, dont il pensait qu'elles sont produites par la rupture de tissus du corps. En 1823, il découvre que les sucs de l'estomac contiennent de l'acide chlorhydrique, qui peut être séparé du suc gastrique par distillation. En 1827, il propose de classifier les constituants de la nourriture en graisses, protéines et glucides. Cette proposition lui vaut la Médaille Copley en 1827.
Prout est principalement connu pour ses travaux en chimie physique. En 1815, sur la base des tables de masses atomiques des éléments disponibles à cette époque, il fait l'hypothèse que la masse atomique de n'importe quel élément est un multiple entier de celle de l'hydrogène. Il suggère donc que l'atome d'hydrogène est la seule véritable particule fondamentale, et que tous les autres éléments sont constitués d'un amas de plusieurs atomes d'hydrogène. Bien que cette hypothèse soit infirmée par les mesures plus précises des masses atomiques obtenues par la suite, elle constitue pour l'époque une percée importante vers la compréhension de la structure de l'atome. Prout devient membre de la Royal Society le 11 mars 1819. Il contribua également à l'amélioration du baromètre.

## Éponymie
Le prout est une unité obsolète d'énergie qui était employée en physique nucléaire dans la mesure des énergies de liaison de nucléides. Elle porte le nom de William Prout.
Prouton (en hommage à William Prout) est l'un des noms qui ont été envisagés pour ce qui s'est finalement appelé le proton (terme inspiré du protyle de William Prout).